# واسیله پوشکاشو
واسیله پوشکاشو (انگلیسی: Vasile Pușcașu؛ زادهٔ ۲ مه ۱۹۵۶) کشتی‌گیر آزاد اهل رومانی بود.
وی در مسابقات کشوری و بین‌المللی در مجموع برندهٔ ۱ مدال طلا، ۲ مدال نقره، ۵ مدال برنز شده‌است.